# Mattias Sjöholm
Mattias Bo Sjöholm, född 5 november 1971 i Farsta, är en svensk före detta mittfältare i bandy. Han spelade i IFK Motala sedan sju års ålder. Han spelade som ytterhalv, men var ursprungligen mittfältare. Han är en av dem som spelat flest matcher för IFK Motala.